# Pumla Gobodo-Madikizela

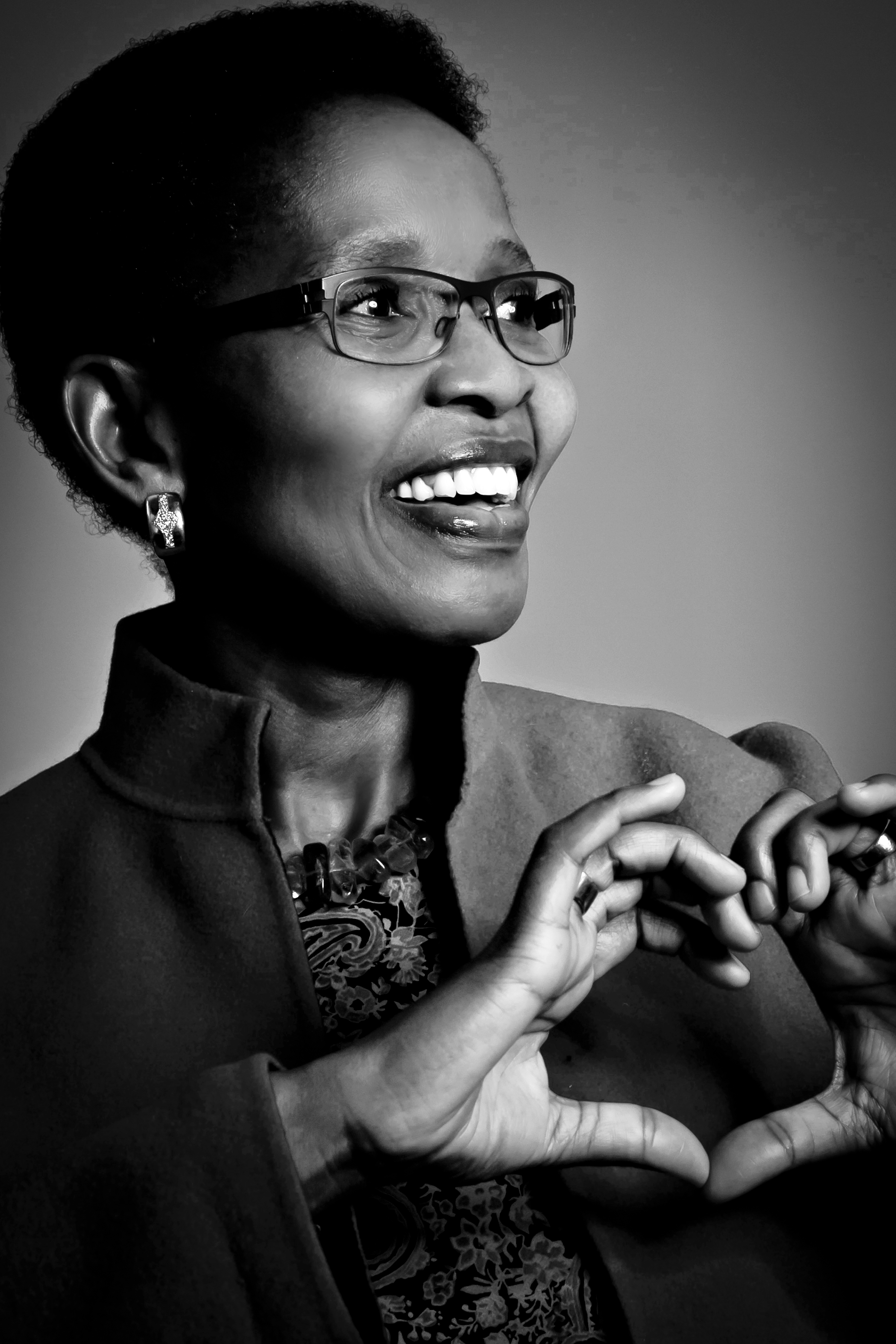
Pumla Gobodo-Madikizela (2012)

Pumla Gobodo-Madikizela (* 15. Februar 1955 in Kapstadt) ist eine südafrikanische Psychologin und Professorin für Klinische Psychologie an der Universität Kapstadt. Sie war von 1996 bis 1998 Mitglied der Wahrheitskommission zur Untersuchung der Verbrechen während der Apartheid.

## Leben
Gobodo-Madikizela wuchs während der Apartheid im Langa Township in Kapstadt auf. Sie studierte an der University of Fort Hare, die auch Nelson Mandela besucht hatte. Mit einer Sondergenehmigung konnte sie ihr Studium an der Rhodes University fortsetzen, die eigentlich Weißen vorbehalten war, und ihren Master in Psychologie machen. Nach dem Ende der Apartheid 1994 wurde sie in die Wahrheits- und Versöhnungskommission berufen, deren Aufgabe es war, die politischen Verbrechen dieser Zeit aufzuarbeiten. Im Rahmen dieser Arbeit interviewte sie Eugene de Kock, Chef der Polizei-Todesschwadronen des Apartheid-Regimes, im Gefängnis. Auf der Basis dieser Gespräche entstanden ihre Doktorarbeit sowie ihr Buch Das Erbe der Apartheid – Trauma, Erinnerung, Versöhnung. Das Buch gewann 2004 den Alan Paton Award, einen südafrikanischen Literaturpreis für Sachbücher, sowie den US-amerikanischen Christopher Award in der Kategorie Sachbücher für erwachsene Leser.
Bei ihren Forschungen konzentriert Gobodo-Madikizela sich vor allem auf die Thematik des Versöhnens (reconciliation) und Verzeihens (forgiveness), den Täter-Opfer-Dialog sowie Trauma-Erfahrungen in sozialen und politischen Systemen. Sie war beim Nordirlandkonflikt beratend tätig und hält Vorträge in der ganzen Welt.
Pumla Gobodo-Madikizela lebt mit ihrem Sohn in Kapstadt.

## Werke
- A Human Being Died That Night. A South African Story of Forgiveness. Houghton Mifflin, Boston MA 2003, ISBN 0-618-21189-6 (deutsch: Das Erbe der Apartheid. Trauma, Erinnerung, Versöhnung. Budrich, Opladen 2006, ISBN 3-86649-025-9).
- mit Chris N. van der Merwe: Narrating Our Healing. Perspectives on Working Through Trauma. Cambridge Scholars Press, Newcastle 2007, ISBN 978-1-84718-208-1.

## Ehrungen
Gobodo-Madikizela trägt den Titel Ehrendoktor der Theologischen Fakultät der Friedrich-Schiller-Universität Jena. 2024 erhielt sie den Templeton-Preis.